# EGO (motor de videojuego)

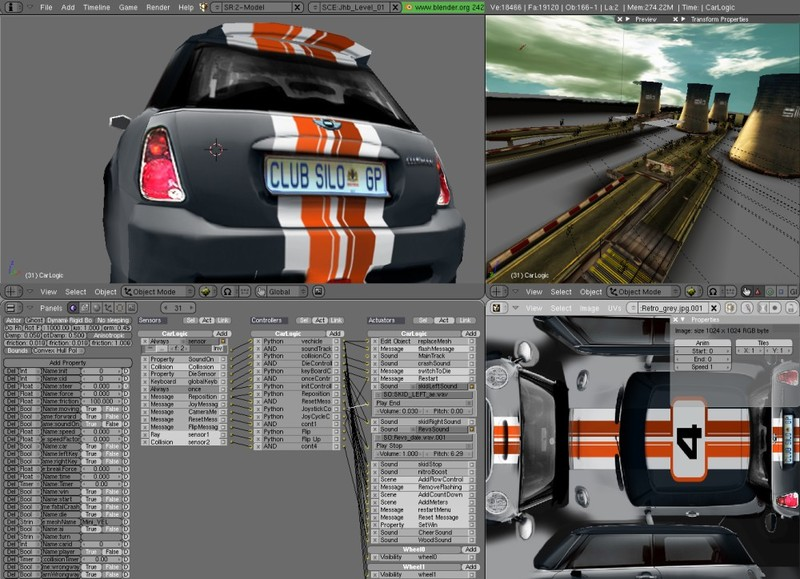
Este es el modelo de un vehículo producido por el motor de videojuego EGO.

Ego Game Technology Engine (más generalmente conocido como Ego Motor o EGO) es un motor de videojuego desarrollado por Codemasters.
Ego es una versión modificada del motor de juego Neon que se utilizó en Colin McRae: Dirt y fue desarrollado por Codemasters y Sony Computer Entertainment usando  PhyreEngine un motor gráfico multiplataforma. El motor Ego estuvo desarrollado para renderizar daño y física más detallado, así como renderizar entornos de gran escala.

## Los juegos que utilizan el motor
Neon
- Colin McRae: Dirt (2007)

- Race Driver: Grid (2008)
- Colin McRae: Dirt 2 (2009)
- F1 2009 (2009)
- Operation Flashpoint: Dragon Rising (2009)
- Bodycount (2011)

EGO 1.5
- F1 2010 (2010)

EGO 2.0
- Operation Flashpoint: Red River (2011)
- Dirt 3 (2011)
- F1 2011 (2011)
- Dirt: Showdown (2012)
- F1 2012 (2012)
- F1 Race Stars (2012)

EGO 3.0
- Grid 2 (2013)
- F1 2013 (2013)
- Grid Autosport (2014)
- F1 2014 (2014)
- Dirt Rally (2015)[3]

EGO 4.0
- F1 2015 (2015)
- F1 2016 (2016)
- F1 2017 (2017)
- DiRT 4 (2017)
- F1 2018 (2018)
- F1 2019 (2019)
- Dirt Rally 2.0 (2019)
- GRID (2019)
- F1 2020 (2020)
- F1 2021 (2021)
- F1 22 (2022)